# Julien Farnarier
Julien Farnarier es un deportista francés que compitió en vela en la clase 49er. Ganó dos medallas de bronce en el Campeonato Europeo de 49er, en los años 1997 y 1999.

## Palmarés internacional
| \| Campeonato Europeo \| Campeonato Europeo \| Campeonato Europeo \| Campeonato Europeo \| \| Año \| Lugar \| Medalla \| Clase \| \| ------------------ \| ---------------------- \| ------------------ \| ------------------ \| \| 1997 \| Weymouth (Reino Unido) \| Medalla de bronce \| 49er \| \| 1999 \| Cascaes (Portugal) \| Medalla de bronce \| 49er \| |                        |                   |       |
| Campeonato Europeo |                        |                   |       |
| Año | Lugar                  | Medalla           | Clase |
| 1997 | Weymouth (Reino Unido) | Medalla de bronce | 49er  |
| 1999 | Cascaes (Portugal)     | Medalla de bronce | 49er  |